# پان پنینسولا
پان پنینسولا (انگلیسی: Pan Peninsula) دو برج در شهر لندن، انگلستان است.
این برج‌ها که در منطقه تاور هملتس لندن قرار دارد در سال ۲۰۰۵ شروع به ساخت و در فوریه ۲۰۰۹ افتتاح شده‌اند، برج غربی دارای ۴۸ متر طبقه و ۱۴۷ متر ارتفاع و برج شرقی دارای ۳۸ طبقه و ۱۲۲ متر ارتفاع می‌باشد.